# گردا پلنتینگ-گیلنباگا
گردا پلنتینگ-گیلنباگا (انگلیسی: Gerda Planting-Gyllenbåga; ۱۴ اکتبر ۱۸۷۸ – ۷ مهٔ ۱۹۵۰) سیاستمدار، و فعال حق رأی اهل سوئد بود.
او توجه قابل‌توجهی به آموزش عمومی معطوف داشت و با برگزاری دوره‌هایی، در جهت روشنگری زنان کوشید. در سال ۱۹۱۱، در همکاری با LKPR (انجمن ملی حق رأی زنان)، هماهنگی دوره‌های آموزشی سراسری را که با پشتیبانی مالی مارتینا برگمان-استربری برگزار می‌شد، برعهده گرفت. پس از گذراندن چندین سال در شهر زادگاهش سکارا، در سال ۱۹۱۶ به استکهلم نقل مکان کرد تا به‌عنوان مدیر CSA (اتحادیه مرکزی کار اجتماعی)، یعنی انجمن رفاه اجتماعی سوئد، فعالیت کند.

## زندگی‌نامه
گردا هنریتا مارگارِتا پلنتینگ-گیلنباگا در روستای ایستروم واقع در شهرداری سکارا در غرب سوئد زاده شد. او کوچک‌ترین فرزند از هفت فرزند خانواده بود. پدرش، کلاِس گوستاف آوگوست پلنتینگ-گیلنباگا (۱۸۳۴–۱۹۱۲)، افسر ارتش بود و مادرش، لوئیزه ویلهلمینا (زادهٔ فروندت، ۱۸۳۴–۱۸۸۶)، بانویی خانه‌دار با اصالت بود. او در محیطی اشرافی و مرفه پرورش یافت که امکان برخورداری از تحصیلات باکیفیت را برایش فراهم کرد.
گردا پس از پایان تحصیلات متوسطه در استکهلم، به استان سکاربوری بازگشت و در ناحیهٔ روگبرگا در نزدیکی هوسکوارنا ساکن شد. در آن‌جا با مسئول امور رفاه کارگران کارخانه همکاری می‌کرد و به تدریج در زمینهٔ خدمات اجتماعی و رفاهی تجربه و اعتبار یافت. از سال ۱۹۱۶، به عنوان مدیر CSA (اتحادیه مرکزی کار اجتماعی) منصوب شد؛ نهادی که به مسائل رفاه اجتماعی در سطح ملی می‌پرداخت.
او یکی از چهره‌های فعال در جنبش حق رأی زنان در سوئد بود. گردا پلنتینگ-گیلنباگا شعبه‌ای محلی از LKPR (انجمن ملی حق رأی زنان) را در روگبرگا تأسیس کرد و به عنوان عضو هیئت‌مدیرهٔ کشوری این انجمن انتخاب شد. او سپس به عضویت کمیته اجرایی LKPR درآمد و در سال ۱۹۱۷، پس از کناره‌گیری سیگنه برگمان، از جمله نامزدهای ریاست سازمان شد. وی به نمایندگی از LKPR در چندین کنگرهٔ اتحاد بین‌المللی حق رأی زنان شرکت کرد و نقش مؤثری در ارتباط جنبش سوئدی با فمینیسم بین‌المللی داشت.
در سطح محلی، شعبهٔ حق رأی زنان روگبرگا به لطف تلاش‌های او به نهادی بسیار کارآمد بدل شد و در سال ۱۹۱۳ موفق به افتتاح دفتر اختصاصی خود گردید. در رویدادهای این شعبه، سخنرانان برجسته‌ای چون آگوستا تونینگ، لیدیا والستروم، فریگا کارلبری، گولی پترینی و کِرِستین هسلگرن حضور داشتند. این شعبه میزبان سومین نشست عمومی LKPR در ژوئن ۱۹۱۵ در هوسکوارنا بود که در آن جمع زیادی از فعالان حق رأی از سراسر کشور شرکت کردند.
در حوزهٔ آموزش، از سال ۱۹۱۱ گردا نقش کلیدی در هماهنگی دوره‌های آموزشی سراسری ایفا کرد؛ این دوره‌ها با پشتیبانی مالی مارتینا برگمان-استربری برگزار می‌شدند و هدف آن‌ها افزایش آگاهی اجتماعی زنان سوئدی و تشویق آنان به مشارکت در مبارزات برای دستیابی به حق رأی بود. گردا پلنتینگ-گیلنباگا از سال ۱۹۱۲ نخستین کسی بود که به عنوان مدرس رسمی در این دوره‌ها تدریس می‌کرد و محتوای آموزشی را توسعه می‌داد.
در سال ۱۹۱۵، او به استکهلم نقل مکان کرد تا به عنوان مدیر CSA فعالیت خود را ادامه دهد. در این سمت، او طرح‌های متعددی در زمینهٔ خدمات اجتماعی، مراقبت‌های خانگی برای نیازمندان، و حمایت از مادران تنها و زنان شاغل را پیگیری کرد. او همچنین از ارتباط میان فعالیت‌های رفاهی و جنبش‌های فمینیستی پشتیبانی می‌کرد.
در سال ۱۹۱۸، پس از چند سال فعالیت مستمر در حوزه‌های اجتماعی و حقوق زنان، گردا پلنتینگ-گیلنباگا با آندریاس آدولف فریدریک لیندبلوم (۱۸۸۹–۱۹۷۷)، تاریخ‌دان هنر، ازدواج کرد. این زوج فرزندی نداشتند.
در واپسین سال‌های زندگی، او همچنان در فعالیت‌های فرهنگی و اجتماعی مشارکت داشت و در استکهلم زندگی می‌کرد. او در ۱۷ مه ۱۹۵۰ در سن ۷۱ سالگی در استکهلم درگذشت و در گورستان تیره‌سو به خاک سپرده شد.